# Gualberto Pi
Gualberto Víctor Pi Camaño (Rocha, Uruguay, 17 de octubre de 1906-Montevideo, Uruguay, 29 de julio de 1994), fue un magistrado uruguayo, quien se desempeñó como miembro del Tribunal de lo Contencioso Administrativo entre 1964 y 1974.

## Primeros años
Nació en Rocha el 17 de octubre de 1906,hijo de Francisco de Paula Pi, español, y de Virginia Camaño, uruguaya.  
Cursó estudios en la Facultad de Derecho de la Universidad de la República hasta obtener el título de abogado. 

## Juez de Paz en el interior
En octubre de 1934 inició su carrera judicial al ser nombrado Juez de Paz de la tercera sección judicial de Soriano, con sede en Dolores.
En setiembre de 1935 fue trasladado al Juzgado de Paz de la primera sección judicial de Canelones, con sede en Canelones.

## Juez de Paz en la capital
En abril de 1937 fue designado Juez de Paz de la cuarta sección judicial de Montevideo.

## Juez Letrado en el interior
En junio de 1939 fue ascendido al cargo de Juez Letrado de Artigas.
En junio de 1941 pasó a desempeñarse en el Juzgado Letrado de Paysandú de Primer Turnoy desde diciembre de 1942 ocupó el cargo de Juez Letrado de Florida.

## Fiscal Letrado en la capital
En diciembre de 1943 dejó el Poder Judicial e ingresó al Ministerio Público al ser designado Fiscal del Crimen de Segundo Turno en Montevideo,cargo que ocupó durante más de una década.

## Tribunal de Apelaciones
En agosto de 1954 retornó al Poder Judicial al ser nombrado miembro del Tribunal de Apelaciones en lo Penal (por entonces único existente en dicha materia)en el que permaneció durante diez años.

## Tribunal de lo Contencioso Administrativo
El 7 de octubre de 1964 la Asamblea General lo eligió, por 98 votos favorables, como ministro del Tribunal de lo Contencioso Administrativo, en reemplazo de Alberto Sánchez Rogé, quien ese mismo día fue electo para integrar la Suprema Corte de Justicia.Prestó juramento el mismo día. 
Ocupó la Presidencia del TCA durante el año 1966,nuevamente en 1972 tras el retiro de Juan Carlos Nario,y por tercera vez en 1974.
Cesó en su cargo en el mencionado Tribunal en octubre de 1974, al completar el plazo máximo de 10 años en el mismo establecido según el artículo 308 de la Constitución, que se remite en cuanto a las condiciones para ocupar dicho cargo a las previstas para los miembros de la Suprema Corte de Justicia.
La vacante que dejó fue cubierta ese mismo mes por el Consejo de Estado con la designación de Miguel Fernández Viqueira.

## Vida personal. Fallecimiento
Contrajo matrimonio en Paysandú en febrero de 1937 con Josefina Eulalia Echenique Colombo,con quien tuvo un hijo, Ramón Pi Echenique (nacido en 1943) también abogado y magistrado.
Ya viudo, Gualberto Pi falleció en Montevideo el 29 de julio de 1994, a los 87 años de edad.